# İpek Şenoğlu
İpek Şenoğlu (ur. 8 czerwca 1979 w Eskişehir) – tenisistka turecka.
Ma na koncie 2 wygrane turnieje ITF w singlu (Westende, Londyn) i 19 w deblu (Stambuł - trzykrotnie, Ankara, Tortosa, Almeira, Orestiada, Madryt, Cardiff, Pekin, Tongliao, Los Gatos, Hajfa, Antalya - trzykrotnie, Batumi, Periguex, Mont-De-Marsan).
Przełomowym wydarzeniem w karierze Şenoğlu było dostanie się do eliminacji gry podwójnej Wimbledonu 2004. Mimo że nie dostała się do turnieju głównego, została pierwszą osobą z Turcji w historii, która grała w eliminacjach do turnieju wielkoszlemowego.
Podczas US Open 2004 w parze z Laurą Granville osiągnęła trzecią rundę w turnieju gry podwójnej kobiet, co jest jej największym dotychczasowym osiągnięciem w turnieju wielkoszlemowym.
15 maja 2005 zagrała pokazowy mecz z Venus Williams na Moście Bosforskim w Stambule. Był to pierwszy w historii mecz rozegrany pomiędzy dwoma kontynentami. Wydarzenie to zostało zorganizowane w ramach promocji Istanbul Cup 2005 i trwało zaledwie 5 minut na północnej części mostu. Po pokazie obie zawodniczki wrzuciły piłki tenisowe do Bosforu.

## Finały turniejów WTA

### Gra podwójna
| Lp. | Data             | Turniej                    | Naw.   | Partnerka            | Mistrzynie                       | Wynik    |
| --- | ---------------- | -------------------------- | ------ | -------------------- | -------------------------------- | -------- |
| 1.  | 19 kwietnia 2008 | Estoril, Estoril Open 2008 | ziemna | Mervana Jugić-Salkić | Marija Kirilenko Flavia Pennetta | 6:4, 6:4 |